# كينتو دوداته
كينتو دوداته (باليابانية: 土館 賢人) (23 أغسطس 1992 في كاناغاوا في اليابان – )؛ هو لاعب كرة قدم ياباني سابق كان يلعب كلاعب وسط.

## وصلات خارجية
- كينتو دوداته على موقع رابطة كرة القدم اليابانية للمحترفين (اليابانية)
- كينتو دوداته على موقع قاعدة بيانات كرة القدم.إي يو (الإنجليزية)
- كينتو دوداته على موقع Soccerway.com (الإنجليزية)